# Advanced Mask Technology Center

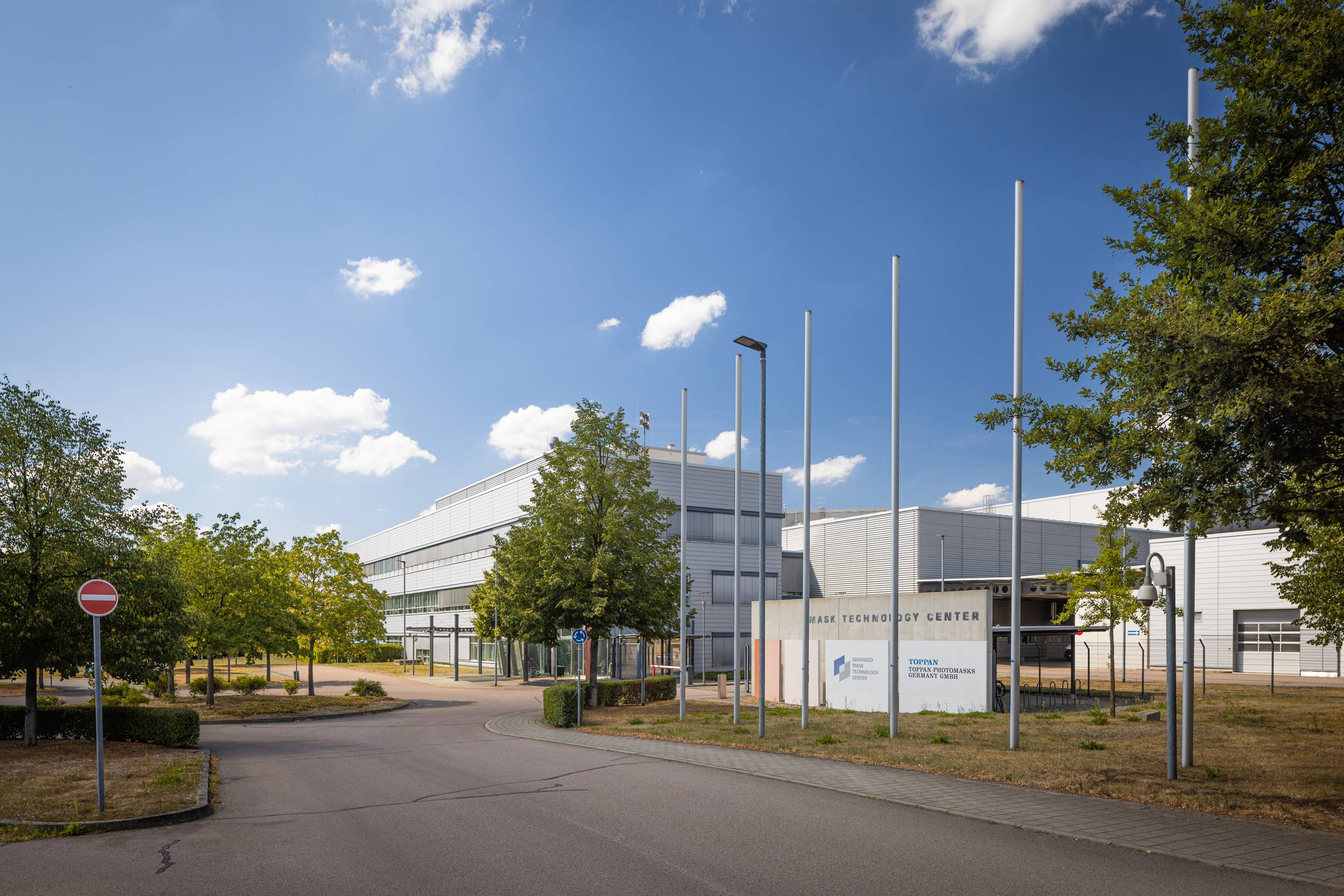
Einfahrt zum AMTC auf der Rähnitzer Allee in Dresden

Das Advanced Mask Technology Center (AMTC) ist ein sogenanntes Maskenhaus, das heißt ein Unternehmen, das sich mit der Entwicklung und Produktion von Fotolithografiemasken beschäftigt – einem der wichtigsten Elemente für die fotolithografische Strukturierung von Wafern und somit für den gesamten Herstellungsprozess integrierter Schaltkreise (ICs).
Das Unternehmen wurde im Jahr 2002 als Joint-Venture von Advanced Micro Devices (AMD), Infineon Technologies und DuPont Photomasks zu gleichen Anteilen gegründet. Nach der Übernahme von DuPont Photomasks durch Toppan Photomasks (TPI) im Jahr 2004, der Ausgliederung der Halbleiterspeichersparte von Infineon in das Unternehmen Qimonda im Jahr 2004 und dessen Insolvenz im Jahr 2009 sowie der Eingliederung der ausgegliederten Halbleiterwerke von AMD in die neu gegründete Foundry Globalfoundries, ist das AMTC seit 2009 ein Joint-Venture von Globalfoundries und Toppan Photomasks Inc. (TPI). Beide Partner sagten 2012 zu, die Partnerschaft mindestens bis 2017 fortzuführen. Ein Schwerpunkt des AMTC soll dabei auf der Produktionssteigerung für Masken zur 28-nm- und 20-nm-Technik sowie der Technologieentwicklung und -einführung für die 14-nm-Technologie liegen. Wobei letztere die Entwicklung von Masken für die EUV-Lithografie einschließt.